# Den vita stenen
Den vita stenen är en barnbok av Gunnel Linde från 1964. Boken belönades med Nils Holgersson-plaketten 1965.
År 1973 blev boken en TV-serie i 13 delar i regi av Göran Graffman.
År 2014 fick Pantomimteatern som första teater rättigheterna att adaptera boken till en teaterföreställning med urpremiär i september 2014.
Den 7 november 2014 gav Alvina förlag ut en nyutgåva av Den vita stenen.

## Handling
Berättelsen utspelas i ett litet samhälle på den svenska landsbygden på 1930-talet. Fia är dotter till en ensamstående pianolärarinna; de bor inackorderade i häradshövdingens stora hus, där den argsinta hushållerskan Malin, "förklädeshäxan", regerar. De vuxna talar illa om Fias mamma. En dag kommer Hampus till byn. Han är föräldralös och bor hos sin farbror, en skomakare, som är gift och har sex barn. Skomakarens fru ser Hampus som en börda, och ger (med viss rätt) honom skulden för att de varit tvungna att flytta så ofta.
När Fia och Hampus träffas vill de inte säga vilka de egentligen är; hon kallar sig för Fideli, och han säger att han är Farornas konung, vars namn syns på cirkusaffischer. De båda utstötta barnen bildar ett eget brödraskap, som kretsar kring en märklig vit sten. De ger varandra svåra uppdrag, som att måla ett ansikte på kyrkklockan eller hålla tyst en hel dag; klarar den ene uppdraget, får han eller hon behålla stenen temporärt, men måste samtidigt hitta på ett svårt uppdrag åt den andre som då kan återvinna den. 